# Michael E. Fisher
Michael Ellis Fisher (* 3. September 1931 in Fyzabad; † 26. November 2021) war ein britischer theoretischer Physiker. Er hat bahnbrechende Beiträge zur Statistischen Physik, insbesondere zur Theorie der kritischen Phänomene und Phasenübergänge, geleistet. Diese sind mit zahlreichen Preisen ausgezeichnet worden, unter anderem mit dem Wolf-Preis für Physik (1980; zusammen mit Kenneth Wilson und Leo Kadanoff), der Boltzmann-Medaille der IUPAP (1983) und dem Lars-Onsager-Preis der APS (1995).

## Leben und Wirken
Fisher wurde in der damaligen britischen Kolonie Trinidad geboren. Er studierte am King’s College der Universität London, an dem er 1951 seinen Bachelorabschluss erwarb und 1957 promovierte. 1958 war er dort Lecturer, 1962 Reader und 1965 Professor. 1963/64 war er Gastwissenschaftler am Rockefeller Institute. 1966 nahm er ein Angebot der amerikanischen Cornell University auf eine Professur in Chemie und Mathematik an. Ab 1973 war er dort Horace White Professor of Chemistry, Physics and Mathematics und 1975 bis 1978 Vorstand der Fakultät für Chemie. Ab 1987 war er Professor an der Universität von Maryland, zunächst Wilson H. Elkins Professor und ab 1993 Distinguished University Professor und Regents Professor.
Michael Fisher war mit Sorrel Castillejo verheiratet. Zwei ihrer Söhne wurden Professoren für Theoretische Physik, Daniel S. Fisher an der Harvard University und Matthew P. A. Fisher  an der University of California, Santa Barbara.

## Ehrungen
Fisher war Fellow der Royal Society (1971) sowie Honorary Fellow der Royal Society of Edinburgh (1986) und Foreign Associate der National Academy of Sciences (1983). 1971 erhielt er den Irving Langmuir Prize der American Physical Society und 1983 den NAS Award for Scientific Reviewing. 1979 wurde er in die American Academy of Arts and Sciences und 1993 in die American Philosophical Society aufgenommen.
1980 wurde Fisher – neben Leo Kadanoff und Kenneth Wilson – mit dem Wolf-Preis für Physik ausgezeichnet:

“Professor Michael E. Fisher has been an extraordinarily productive scientist, and one still at the height of his powers and creativity. Fisher's major contributions have been in equilibrium statistical mechanics, and have spanned the full range of that subject. He was mainly responsible for bringing together, and teaching a common language to chemists and physicists working on diverse problems of phase transitions.”

„Professor Michael Fisher ist ein äußerst produktiver Wissenschaftler, auf seinem Leistungszenit. Seine wesentlichen Beiträge hat er zu thermischen Gleichgewichtseigenschaften in der Statistischen Physik geleistet, in deren voller Breite. Es ist sein Verdienst, das umfangreiche Gebiet der Phasenübergänge in der Chemie und Physik vereinheitlicht zu haben.“

1983 erhielt er die Boltzmann-Medaille der Internationalen Union für Reine und Angewandte Physik (IUPAP):

“It is not possible in the short time available to do justice to flood of papers with which Michael Fisher has been associated. Some of these have initiated new areas of research; for example the exact susceptibility of the two-dimensional Ising model, correlation in the three-dimensional Ising model and critical scattering, renormalization of critical exponents resulting from hidden variables, finite size scaling, the droplet model, partial differential approximants, the ANNNI model. Others, review articles, have become classics to which successive generations of graduate students and other researchers in the field have turned for guidance; for example the Boulder lectures on critical phenomena, the 1964 Journal of Mathematical Physics review of correlation in fluids and magnets, the oft-quoted 1967 review in Reports on Progress in Physics, and the 1973 Reviews of Modern Physics review of renormalization group. Each and every of one of his papers contains new information of significance, and his collaborators will all verify that nothing is allowed to appear in print without Michael Fisher personally assuring himself that it measures up to his high standards.”

„Es ist nicht möglich, angesichts der knappen Zeit, alle wissenschaftlichen Beiträge von Michael Fisher angemessen zu würdigen. Einige von ihnen haben neue Forschungsgebiete eröffnet, zum Beispiel die exakte Berechnung der Suszeptibilität des zweidimensionalen Ising-Modells, die Analyse von Korrelationen und Streufunktionen im dreidimensionalen Ising-Modell, die Renormierung kritischer Exponenten in Folge verborgener Parameter, Finite-size-Skalentheorie, das Tröpfchen-Modell, partielle Differential-Approximaten sowie das ANNNI-Modell. Fishers Übersichtsartikel sind Klassiker für mehrere Generationen von Studierenden geworden: Darunter seine Boulder-Vorlesungen zu kritischen Phänomenen, sein Übersichtsartikel zu Korrelationen in Flüssigkeiten und Magneten im Journal of Mathematical Physics von 1964, sein oft zitierter Artikel von 1967 in den Reports on Progress in Physics und sein Übersichtsartikel über die Renormierungsgruppe in den Reviews of Modern Physics. Jede seiner wissenschaftlichen Publikationen enthält Neues und Wichtiges, und alle seine Mitarbeiter werden bestätigen, dass eine Arbeit erst zur Veröffentlichung eingereicht worden ist, nachdem Michael Fisher sich selbst genauestens davon überzeugt hatte, dass sie seinen hohen wissenschaftlichen Standards genügt.“

1995 wurde Fisher mit dem Lars-Onsager-Preis ausgezeichnet:

“For his numerous and seminal contributions to statistical mechanics, including but not restricted to the theory of phase transitions and critical phenomena, scaling laws, critical exponents, finite size effects, and the application of the renormalization group to many of the above problems.”

„Für seine zahlreichen und bahnbrechenden Beiträge zur Statistischen Mechanik, einschließlich, aber nicht allein zur Theorie der Phasenübergänge und kritischen Phänomene, insbesondere zu Skalengesetzen, kritischen Exponenten, Finite-Size-Effekten, und zur Anwendung der Renormierungsgruppentheorie auf zahlreiche der obengenannten Probleme.“

2005 erhielt Fisher die Royal Medal für seine grundlegenden Beiträge in vielen Bereichen
der Statistischen Physik und 2009 den BBVA Foundation Frontiers of Knowledge Award in Basic Sciences, gemeinsam mit Richard N. Zare.